# Писарев, Илья Дмитриевич
Илья Дмитриевич Писарев — советский хозяйственный, государственный и политический деятель.

## Биография
Родился в 1933 году. Член КПСС.
С 1957 года — на хозяйственной, общественной и политической работе. В 1957—2006 гг. — старший лаборант, техник, инженер, младший научный сотрудник, инженер, старший инженер СМУ, заместитель начальника, начальник отдела Московского монтажного управления, главный технолог треста Главнефтемонтаж, заместитель секретаря парткома, секретарь парткома Министерства монтажных и специальных строительных работ СССР, первый секретарь Краснопресненского райкома КПСС, заместитель, первый заместитель министра монтажных и специальных строительных работ СССР, секретарь Московского горкома КПСС по строительству, первый заместитель министра монтажных и специальных строительных работ СССР, генеральный директор Московского инженерно-технического коммерческого центра «МИКЦ».
Избирался депутатом Верховного Совета РСФСР 11-го созыва.
Делегат XXIV и XXVII съездов КПСС.
Лауреат Госпремии РФ.
Умер после 2006 года.